# Loena 5
Loena 5 (E-6 serie) (Russisch: Луна-5) was een onbemande ruimtemissie van de Sovjet-Unie binnen het Loenaprogramma. Loenik 5 werd ontworpen om te onderzoeken om een zachte landing op Maan te maken. Het was het tweede ruimtevaartuig van de Sovjet-Unie op de Maan (na Loena 2 in 1959).
Tussen Loena 5 en vorige Loena 4 waren er drie mislukte lanceringen (Loena 1964A op 21 maart 1964, Loena 1964B op 20 april 1964 en Loena 1965A op 10 april 1965) en één gedeeltelijke mislukking (Kosmos 60, voordat Loena 5 op 12 maart 1965 werd gelanceerd. Het ruimtevaartuig bereikte de baan om de Aarde maar slaagde er niet in om op weg naar de Maan te gaan. Na een fout bij de middenbaancorrectie op 10 mei, begon Loena 5 te spinnen en verpletterde op de Maan. De landingscoördinaten waren 31° zuiderbreedte en 8° westerlengte.
Loena 1958A · Loena 1958B · Loena 1958C · Loena 1 · Loena 1959A · Loena 2 · Loena 3 · Loena 1960A · Loena 1960B · Spoetnik 25 · Loena 1963B · Loena 4 · Loena 1964A · Loena 1964B · Kosmos 60 · Loena 1965A · Loena 5 · Loena 6 · Loena 7 · Loena 8 · Loena 9 · Kosmos 111 · Loena 10 · Loena 11 · Loena 12 · Loena 13 · Loena 1968A · Loena 14 · Loena 1969A · Loena 1969C · Loena 15 · Kosmos 300 · Kosmos 305 · Loena 1970A · Loena 16 · Loena 17 · Loena 18 · Loena 19 · Loena 20 · Loena 21 · Loena 22 · Loena 23 · Loena 1975A · Loena 24 · Loena 25 · Loenochod